# Une femme d'occasion
Pour plus de détails, voir Fiche technique et Distribution.
Une femme d'occasion (Una donna di seconda mano) est un film italien de Pino Tosini sorti en 1977.

## Synopsis
Le jeune Luca a grandi avec son oncle Augusto, propriétaire d'un magasin de chaussures. Son oncle, déterminé à initier sexuellement son neveu maladroit, l'emmène dans une maison close de Florence et le jette dans les bras de la belle prostituée Nerina, dont Luca tombe éperdument amoureux.

## Fiche technique
Sauf indication contraire, les informations mentionnées dans cette section peuvent être confirmées par la base de données cinématographiques IMDb,  présente dans la section « Liens externes ».
- Titre français : Une femme d'occasion
- Titre original italien : Una donna di seconda mano[1]
- Réalisation : Pino Tosini
- Scénario : Sergio Perillo, Piero Regnoli, Renato Izzo (it)
- Photographie : Antonio Nardi
- Montage : Enzo Micarelli
- Musique : Michele Francesio (it)
- Décors : Massimo Lentini (it)
- Costumes : Titus Vossberg (it)
- Sociétés de production : Boxer Film
- Pays de production :  Italie
- Langue originale : italien
- Format : Couleur par Telecolor
- Durée : 88 minutes (1 h 28)
- Genre : Drame
- Dates de sortie :
  - Italie : 30 septembre 1977 (Milan)

## Distribution
- Senta Berger : Nerina
- Rena Niehaus : Simona
- Stefano Satta Flores : Sergio, le routier
- Enrico Maria Salerno : Augusto
- Macha Méril : Clelia
- Stefano Amato (it) : Le Gros (Ciccia en VO)
- Antiniska Nemour (it) : Virginia
- Filippo De Gara (it) : le riche client de Nerina.

## Production
Le film a été produit par Boxer Films. Les scènes ont été entièrement tournées en Italie, plus précisément à Lodi (Lombardie) et à Venise (Vénétie).